# Observatoire Bosscha
L'observatoire Bosscha est le plus ancien des observatoires situés en Indonésie (1923). Il se trouve dans le kecamatan (district) de Lembang, dans la province de Java occidental, à environ 15 km au nord de Bandung (kabupaten de Bandung occidental). Il est situé sur une hauteur de 6 hectares, à 1 310 m d'altitude.

## Histoire
Durant la première assemblée de la Nederlandsch-Indische Sterrekundige Vereeniging (Société Indo-Néerlandaise d'Astronomie), dans les années 1920, il a été décidé la construction d'un observatoire dans les Indes orientales néerlandaises afin de pouvoir y étudier l'astronomie. Parmi tous les lieux possibles de l'archipel indonésien, c'est une plantation de thé, à Malabar, qui a été retenue. C'est à l’extrême nord de la commune, là où le ciel n'est pas obstrué, qu'il a été construit, avec un accès à la ville supposée devenir la nouvelle capitale de la colonie, en remplacement de Batavia (l'actuelle Jakarta). L'observatoire porte le nom du propriétaire du site, Karel Albert Rudolf Bosscha, fils du physicien Johannes Bosscha, important contributeur au développement des sciences et de la technologie aux Indes orientales néerlandaises, qui offrit 6 hectares pour sa construction.
La construction de l'observatoire a commencé en 1923, et s'est achevée en 1928. Depuis cette époque, une observation continuelle du ciel a été faite. Les premières publications internationales de Bosscha ont été publiées en 1932. Les observations ont été suspendues durant la Seconde Guerre mondiale, après laquelle une reconstruction importante a été nécessaire. En octobre 1951, la Société Indo-Néerlandaise d'Astronomie a cédé son pouvoir sur l'observatoire au gouvernement d'Indonésie. En 1959, c'est l'Institut technologique de Bandung qui en reçoit le contrôle. Dès lors, cet observatoire prend pleinement part à la recherche et à la formation en astronomie en Indonésie.

## Équipements
L'observatoire est équipé de cinq grands télescopes :
- Télescope à double réflecteur Zeiss :

Ce télescope est surtout utilisé pour observer les étoiles binaires, effectuer des études photométriques des éclipses binaires, obtenir des images des cratères lunaires, observer les planètes du système solaire (Mars, Saturne et Jupiter), ainsi que les comètes en détail, et autres objets massifs. Il possède deux lentilles de 60 cm de diamètre, chacune ayant une distance focale de 10,7 m.
- Télescope Schmidt Bima Sakti :

Ce télescope est utilisé pour étudier les structures galactiques, les spectres stellaires, les astéroïdes, supernovae, ainsi que pour photographier des objets massifs. Le diamètre de la lentille principale est de 71,12 cm, celui de la lentille de correction biconcave et convexe est de 50 cm, avec une distance focale de 2,5 m. Il est également équipé avec un prisme spectral d'angle principal de 6,10° pour les études spectrales et un sensitomètre.
- Lunette astronomique The Bamberg :

Ce télescope est utilisé pour déterminer des magnitudes astrales, des distances astrales, ainsi que pour des études photométriques d'éclipses d'étoiles, ou imagerie solaire. Il est équipé d'un photomètre photoélectrique de 37 cm de diamètre, et de distance focale de 7 m.
- Le GOTO Cassegrain :

Il s'agit d'un présent du gouvernement japonais. Ce télescope contrôlé informatiquement permet d'observer automatiquement des objets célestes d'après une base de données et est le premier télescope digital à Bosscha. Il est également équipé d'un photomètre et d'un spectrographe-spectromètre.
- Lunette The Unitron :

Ce télescope est utilisé pour observer l'hilal, les éclipses lunaires et solaires, ainsi que les taches solaires. Le diamètre de la lentille est de 13 cm pour une distance focale de 87 cm.

## Liste des directeurs successifs
- 1923 - 1940   : Dr. Joan Voûte (en)
- 1940 - 1942   : Dr. Aernout de Sitter
- 1942 - 1946   : Prof. Dr. Masashi Miyaji
- 1946 - 1949   : Prof. Dr. J. Hins
- 1949 - 1958   : Prof. Dr. Gale Bruno van Albada
- 1958 - 1959   : Prof. Dr. Ping Hok Ong et Santoso Nitisastro
- 1959 - 1968   : Prof. Dr. The Pik Sin
- 1968 - 1999   : Prof. Dr. Bambang Hidayat
- 1999 - 2004   : Dr. Moedji Raharto
- 2004 - 2006   : Dr. Dhani Herdiwijaya
- 2006 - 2009   : Dr. Taufiq Hidayat
- 2009 - 2012   : Dr. Hakim L. Malasan
- depuis 2012   : Dr. Mahasena Putra